# Byssodes
Byssodes là một chi bướm đêm thuộc họ Geometridae.